# Tropfentagschläfer
Der Tropfentagschläfer (Phyllaemulor bracteatus, Syn.: Nyctibius bracteatus) ist eine Vogelart aus der Familie der Tagschläfer. Die Art bewohnt die tropischen Wälder Südamerikas und ist ausschließlich nachtaktiv. Das Artepitheton bracteatus bedeutet im Lateinischen „mit Gold überzogen“ (Brakteat: eine kleine runde Goldscheibe) und bezieht sich auf das auffällige Gefieder der Tiere, das eine wichtige Rolle bei deren einzigartigem Tarnverhalten spielt. Die taxonomische Stellung des Tropfentagschläfers war in den 2010er-Jahren Gegenstand wissenschaftlicher Forschungen, mit dem Ergebnis, dass für die Art die neue monotypische Gattung Phyllaemulor geschaffen wurde.

## Merkmale
Beim Tropfentagschläfer handelt es sich mit einer Größe von 21 bis 25 cm bei einem Gewicht von 46 bis 57 g um den kleinsten Vertreter der Tagschläfer. Der Körper und insbesondere der Kopf wirken gedrungen und rundlich, der an das Fangen von Insekten im Flug angepasste Schnabel ist ausgesprochen breit und läuft zur Mitte hin spitz zu. Das Gefieder der Vögel ist für einen Tagschläfer untypisch auffällig und zeigt eine überwiegend rötliche bis rot-braune Färbung. Eine Reihe weißer Flecken findet sich vor allem an den Schultern und den Spitzen der Schirmfedern sowie in geringerem Ausmaß an Brust und Bauch. Die Oberseite der Schwanzfedern zeigt einen eher gelbbraunen Farbton und ist von einer breiten, dunkleren Bänderung durchzogen. An der Unterseite ist die Bänderung blasser und wirkt eher gräulich als schwarz. Ein Sexualdimorphismus, anhand dessen die Geschlechter unterschieden werden könnten, liegt bei der Art nicht vor. Die Iris der verhältnismäßig großen, an eine nachtaktive Lebensweise angepassten Augen ist gelblich gefärbt, besitzt jedoch im unteren Bereich eine dunkle Markierung, die dem Auge eine schlüssellochartige Erscheinung verleiht und von keiner anderen Vogelart bekannt ist. Ihre genaue Funktion ist noch unklar, könnte jedoch möglicherweise die Tarnung der Tiere unterstützen, indem die ansonsten auf Grund der Größe der Augen recht auffällige, gelbe Färbung unterbrochen wird. Eine Besonderheit in der Anatomie der Tagschläfer, die auch der Tropfentagschläfer aufweist, ist ein schmaler, vertikaler Spalt des oberen Augenlids (im englischen als magic eye, „magisches Auge“, bezeichnet) der es den Vögeln erlaubt, auch bei geschlossenen Augen zumindest Teile ihrer Umgebung weiterhin visuell wahrzunehmen.

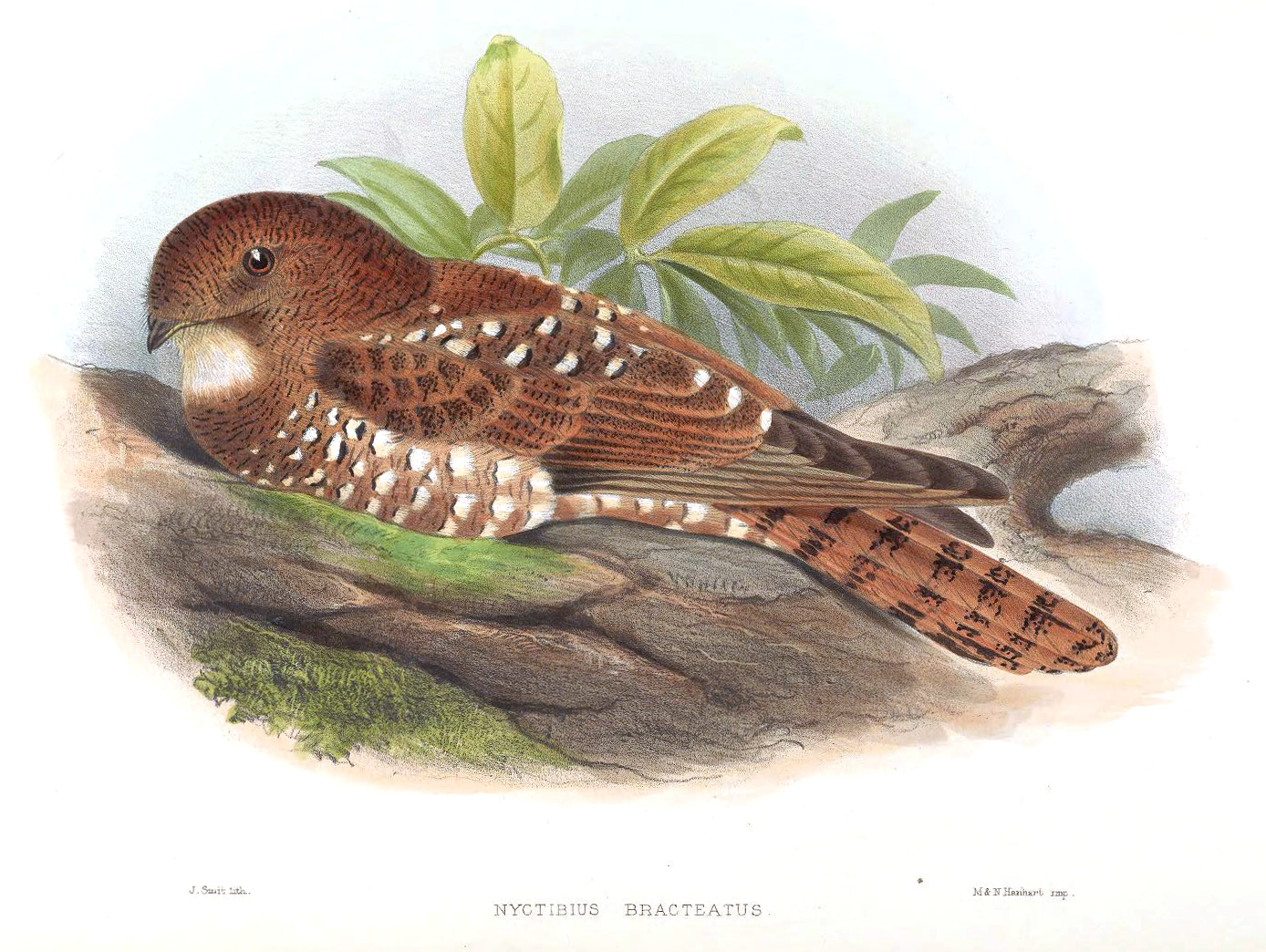
Künstlerische Darstellung eines Tropfentagschläfers von Joseph Smit aus Philip Lutley Sclaters Exotic Ornithology (1869)

Das Jugendkleid ist allgemein etwas dunkler, die Farben wirken matter als bei den Adulten. Die weißen Tupfer im Gefieder fehlen noch oder sind weniger zahlreich. Stattdessen sind die Konturfedern an Haube, Brust, Bauch und Rücken schwarz gerändert.

## Verhalten
Während des Tages sitzen die Vögel auf Ästen oder abgebrochenen Baumstümpfen im Unterholz tropischer Wälder, wo sie dank ihres Gefieders ausgezeichnet getarnt sind. Bei Gefahr wippen die Tiere langsam vor und zurück, was die Illusion eines abgestorbenen, löchrigen Blattes, das sich mit dem Wind bewegt, erzeugt. Die Jagd findet ausschließlich in der Nacht statt und von einer Sitzwarte aus, von der die Vögel mit einer schnellen Bewegung starten und die Beute mit dem breiten Schnabel im Flug fangen. Nach erfolgreicher Jagd kehren die Tiere zur Sitzwarte zurück, wo die Beute dann verzehrt wird. Als Nahrung dienen wie bei anderen Tagschläfern Insekten wie Käfer, Heuschrecken, Schmetterlinge sowie Haut- und Netzflügler. Der Gesang des Tropfentagschläfers wird als trällerndes, zum Ende hin schneller werdendes und abfallendes hwu-hu-hu-u-u-u beschrieben, das in Intervallen von acht bis 30 Sekunden wiederholt wird. Andere Lautäußerungen sollen denen einer kleinen Eule ähneln und wie boobooboo klingen. Die – lückenhaften – Berichte über das Verhalten der Tiere deuten darauf hin, dass diese lediglich in den Nächten rund um eine Vollmondphase singen.
Das Fortpflanzungsverhalten des Tropfentagschläfers gilt als ungewöhnlich, wurde jedoch auf Grund des Tarnverhaltens der Tiere bislang selten beobachtet und entsprechend wenig erforscht. Zumeist brüten Tropfentagschläfer innerhalb oder in der unmittelbaren Nähe von unberührtem Primärwald. Der Nistplatz war bei den wenigen beobachteten Bruten die jeweils nur drei bis vier Zentimeter messende Bruchfläche eines in 2–2,5 m Höhe abgebrochenen Baumes bzw. einer Palme und wurde vor Beginn des Brutvorgangs nicht weiter bearbeitet oder verändert. Das Weibchen legt jeweils ein einzelnes weißes Ei, von dem angenommen wird, dass es etwa einen Monat lang bebrütet wird. Daran schließt sich ein Zeitraum von weiteren zwei Monaten an, in denen das Junge am Nistplatz verbleibt und versorgt wird. Beide Eltern beteiligen sich gleichermaßen an der Fütterung der Jungen. Die Nahrung wird hierbei von den Adulten zunächst geschluckt und anschließend wieder hochgewürgt. Zu Beginn dieser Phase ist meist nur der Kopf der Jungvögel zwischen dem Brustgefieder der Altvögel sichtbar, wenn sich diese am Nistplatz aufhalten. Mit zunehmender Größe des Jungtiers wird dieses jedoch von den Eltern immer seltener gehudert, vermutlich bedingt durch den mangelnden Platz am sehr kleinen Nistplatz. Die Jungvögel entwickeln bald nach dem Schlüpfen ein zimtfarbenes bis braun-schwarzes, weiches Gefieder, mit dem sie wie ein Teil der abgestorbenen Vegetation wirken. Nähern sich potenzielle Feinde dem Standort unter Abwesenheit der Eltern zu sehr, reißen die Jungen Augen und Schnabel auf und nehmen eine bedrohliche Pose ein, die den Angreifer abschrecken soll.

## Verbreitung und Gefährdung

Verbreitungsgebiet des Tropfentagschläfers

Tropfentagschläfer bewohnen die tropischen Wälder im Norden Südamerikas östlich der Anden, wobei sie im Tiefland gelegene und von Menschen ungestörte Gebiete zu bevorzugen scheinen. Auf Grund ihrer Tarnung sind direkte Nachweise für die Anwesenheit der Art schwierig zu erbringen, häufig werden hierzu Aufnahmen ihrer nächtlichen Gesänge herangezogen. Die Art gilt in ihrem gesamten Verbreitungsgebiet als nicht häufig, bestätigte Sichtungen existieren aus Kolumbien, Ecuador, Peru und Brasilien sowie in jüngerer Zeit auch aus Französisch-Guyana. Die IUCN stuft den Tropfentagschläfer mit Stand 2016 vor allem auf Grund seines großen Verbreitungsgebiets als „nicht gefährdet“ (least concern) ein, geht jedoch von einem allgemein abnehmenden Populationstrend aus. Zu den natürlichen Fressfeinden zählen Tayras und Südamerikanische Nasenbären, als potentiell größte Bedrohung für die Art gilt jedoch die Zerstörung ihres Lebensraums durch Abholzung der Wälder.

## Systematik
Der Tropfentagschläfer wurde erstmals 1846 durch den britischen Ornithologen John Gould wissenschaftlich beschrieben. Lange Zeit wurde die Art als basalster Vertreter der Tagschläfer eingestuft und mit diesen in die Gattung Nyctibius gestellt. Im Jahr 2017 veröffentlichte phylogenetische und osteologische Studien zeigten jedoch erhebliche Unterschiede zu allen anderen Arten der Tagschläfer. So kann etwa das Tarnverhalten des Tropfentagschläfers, das ein totes Blatt imitieren soll, bei keiner anderen Tagschläfer-Art beobachtet werden. Die langsamen, rhythmischen Bewegungen, mit denen die Vögel auf Gefahren reagieren, sind für ein Tier, das sich zu seiner Verteidigung allein auf seine Tarnung verlässt, grundsätzlich sehr ungewöhnlich. Hinsichtlich des Körperbaus finden sich Autapomorphien besonders beim Bau des cranialen Skeletts und des Tarsometatarsus. Gestützt auf diese Merkmale wurde die Art durch Costa et al. von den anderen Nyctibius-Arten getrennt und für sie die neue Gattung Phyllaemulor innerhalb der Familie Nyctibiidae geschaffen. Diese steht nach Auffassung der Autoren den übrigen Tagschläfern nunmehr als Schwestertaxon gegenüber. Sowohl Art als auch Gattung gelten derzeit als monotypisch. Der Name Phyllaemulor stammt aus dem Griechischen und Lateinischen und ist eine Komposition der beiden Begriffe φύλλον phýllon „Blatt“, „Laubwerk“ und aemulor „nachahmen“.